# Zelldepletion
Die Zelldepletion (von lateinisch deplere ‚ausleeren‘) bezeichnet die Entfernung bestimmter Zelltypen aus einer Mischung von Zellen.

## Eigenschaften
Zelldepletionen von CD4-positiven T-Zellen kommen unter anderem im Verlauf einer Infektion mit HIV aufgrund einer Immunpathogenese gegen infizierte CD4-positive Zellen vor. Eine Zelldepletion kann daneben experimentell in vivo oder in vitro angewendet werden. Das Ziel ist dabei die vorübergehende oder dauerhafte Entfernung eines bestimmten Zelltyps aus einer Zellpopulation, sei es ein Organismus oder eine Mischung von Zellen.

## Zelldepletionin vivo
Die Depletion in vivo wird meistens durch Infusion von Antikörpern gegen ein Protein auf der Zelloberfläche erreicht, z. B. Rituximab zur Entfernung CD20-positiver B-Zellen. Nach der Bindung des Antikörpers an sein Oberflächenantigen wird die betreffende Zelle durch das Komplementsystem zerstört und durch Phagozyten eingestülpt und abgebaut. Diese Zelldepletion ist bei regenerierfähigen Zellen vorübergehend, da ständig neue Zellen nachgebildet werden.

## Zelldepletionin vitro
Eine Zelldepletion in vitro kann durch eine Anreicherung der gewünschten Zelltypen oder durch eine Abreicherung der unerwünschten Zelltypen erfolgen. Zur An- oder Abreicherung werden z. B. das FACS, MACS, Biopanning oder die Immunpräzipitation verwendet. 

## Beispiele
| Zelltyp                                         | Anwendung                          | Antigen                  | Antikörper | Arzneimittelzulassung | Einzelnachweise |
| ----------------------------------------------- | ---------------------------------- | ------------------------ | ---------- | --------------------- | --------------- |
| CD20-positive Zellen                            | B-Zell-Lymphom                     | CD20                     | Rituximab  | ja                    | [ 2 ]           |
| Regulatorische T-Zellen                         | Krebsimmuntherapie                 | CD25                     | PC61       | nein                  | [ 3 ] [ 4 ]     |
| Seneszente Zellen                               | Anti-Aging                         | p16Ink4a                 | AP20187    | nein                  | [ 5 ]           |
| T-Lymphozyten                                   | Transplantation, Stammzelltherapie | polyklonal anti-T-Zellen | polyklonal | nein                  | [ 6 ] [ 7 ]     |
| T-Helferzellen                                  | Labor                              | CD4                      |            | nein                  |                 |
| Zytotoxische T-Zellen                           | Labor                              | CD8                      |            | nein                  |                 |
| Monozyten, Makrophagen, Dendritische Zellen     | Labor                              | CD14                     |            | nein                  |                 |
| Granulozyten                                    | Labor                              | Gr-1                     |            | nein                  |                 |
| Erythrozyten                                    | Labor                              | Glycophorin A            |            | nein                  |                 |
| Leukozyten                                      | Labor                              | CD45                     |            | nein                  |                 |
| Monozyten, Granulozyten, Makrophagen, NK-Zellen | Labor                              | CD11b                    |            | nein                  |                 |

## Anwendungen
Die Zelldepletion wird unter anderen beim adoptiven Zelltransfer, bei der Entwicklung von Impfstoffen, bei Stammzelltransplantationen und bei Autoimmunerkrankungen eingesetzt.